# Jan Johansen
Jan Christian Johansen (Estocolmo, 9 de Janeiro de 1966) é um cantor sueco. O seu pai é um músico de jazz, Egil Johansen e a sua mãe chama-se  Ellen Böback. Johansen representou a Suécia no Festival Eurovisão da Canção 1995 com o tema  "Se på mig" (Olha para mim) e terminou o certame em terceiro lugar com 100 pontos. A canção manteve-se durante 30 semanas no top  da rádio sueca.
Johansen participou no  Melodifestivalen três vezes depois de 1995:  4º lugar em 2001 com a canção  "Ingemansland", sétimo lugar em 2002 com a canção  "Sista andetaget" e o segundo lugar em 2003 com o tema "Let Your Spirit Fly", em dueto com  Pernilla Wahlgren.

## Discografia
- Johansen (1995)
- Johansen 2 (1996)
- Roll tide Roll (1997)  (Johansen, Egil Johansen and Brazz Brothers)
- Fram till nu (2001)
- Hela vägen fram (2002)
- X My Heart (2003)
- Let your spirit fly (2003)
- Röd Mustang (2005)
- Calling out loud (2006)
- Röd Mustang Remix (2006)